# Sideridis fraterna
Sideridis fraterna là một loài bướm đêm trong họ Noctuidae.